# Bridgerton (série de livros)
Bridgerton (em Portugal: Série Bridgerton; no Brasil: Os Bridgertons) é uma série estadunidense de oito livros de romance, escrita por Julia Quinn, e publicados originalmente entre os anos de 2000 e 2006. A história se passa na época da Regência e apresenta o enredo dos oito irmãos da nobre família Bridgerton, enquanto eles transitam na alta sociedade londrina em busca de amor, aventura e felicidade.
Em 2020 os livros começaram a ser adaptados para uma série de televisão pelo estúdio Shondaland, a série intitulada Bridgerton está atualmente disponível na Netflix.

## Sobre a história

### Contexto
A história é ambientada entre os anos de 1813 e 1827, cada livro apresenta um dos oito filhos do falecido Visconde Bridgerton e de sua viúva Violet: Anthony, que é o atual Visconde Bridgerton, Benedict, Colin, Daphne, Eloise, Francesca, Gregory e Hyacinth.

### Resumo

#### The Duke and I
Em 1813, Simon Basset, o Duque de Hastings, retorna a Londres após anos afastado, carregando traumas de sua infância devido à negligência de seu pai, que o desprezava por causa de sua gagueira. Simon desenvolve uma reputação de ser arrogante, mas ao conhecer Daphne Bridgerton, ele se envolve em uma falsa corte para beneficiar ambos: ele evita as mães casamenteiras e ela ganha popularidade entre os pretendentes. Com o tempo, Simon e Daphne se apaixonam de verdade. No entanto, após serem flagrados se beijando, Simon é pressionado a casar-se com ela, apesar de sua relutância em ter filhos. Após o casamento, Daphne descobre que Simon não é infértil, mas está intencionalmente evitando ter filhos. Isso causa um conflito entre eles. Durante uma noite, Daphne força Simon a ter relações sem interrupção, buscando engravidar, o que o traumatiza. Simon se afasta, mas, após uma breve separação, eles se reconciliam e decidem tentar formar uma família. Após o nascimento de três filhas, Daphne dá à luz a um filho chamado David. Mais tarde, um epílogo revela que, aos 41 anos, Daphne engravida de seu quinto filho, e Simon finalmente lida com os fantasmas do passado.

#### The Viscount Who Loved Me
Em 1814, Anthony Bridgerton, após anos de vida libertinosa, decide casar-se para dar continuidade à linhagem da família, mas sem se apaixonar, pois acredita que morrerá jovem como seu pai, vítima de picada de abelha. Kate Sheffield chega a Londres com sua meia-irmã mais nova, Edwina, e sua madrasta, Mary. Kate está determinada a encontrar um bom marido para Edwina. Anthony começa a cortejar Edwina, porém, Kate desconfia de suas intenções e tenta impedir o relacionamento. Apesar das brigas, uma atração surge entre Anthony e Kate. Durante uma visita à propriedade dos Bridgertons, Kate é picada por uma abelha e, em uma situação comprometedora, Anthony decide casar-se com ela para proteger sua reputação. Apesar disso, Kate luta com seus sentimentos, já que Anthony afirma que, embora queira se casar com ela, nunca a amará. Apesar disso, Kate luta com seus sentimentos, já que Anthony afirma que, embora queira se casar com ela, nunca a amará. Conforme o casamento avança, Anthony se vê apaixonado por Kate. Após um acidente de carruagem que quase tira a vida dela, Anthony finalmente admite que a ama.

#### An Offer from a Gentleman
A trama de An Offer from a Gentleman é uma releitura da história da Cinderela. Sophie Beckett, filha bastarda de um conde, é criada sem ser reconhecida na sociedade, vivendo sob o controle de uma madrasta cruel. Quando o pai de Sophie morre, ela é rebaixada a serviçal e impedida de participar de um baile de máscaras na casa de Daphne Bridgerton. No entanto, Sophie vai ao baile escondida e conhece Benedict Bridgerton, com quem tem uma noite mágica, mas foge à meia-noite, deixando uma luva como pista. Benedict, apaixonado, a reencontra posteriormente em circunstâncias difíceis e a ajuda. A relação deles floresce, mas é marcada por conflitos de classe, já que Sophie é uma criada e Benedict um nobre. Apesar das dificuldades, incluindo a proposta de Benedict para que Sophie seja sua amante, o amor prevalece. O segredo de Sophie ser filha bastarda de um conde é revelado, e o casal se casa. Colin, o irmão de Benedict, desempenha um papel fundamental ao incentivá-lo a ir atrás de Sophie.

#### Romancing Mister Bridgerton
Em 1913, quando o jornal de fofocas "Lady Whistledown's Society Papers" começou a ser publicado, Penelope Featherinton, até então com 16 anos, começou uma amizade com Colin Bridgerton e com a irmã dele, Eloise. Ela se apaixonou por Colin, mas o ouviu falar para outros rapazes que não se casaria com ela, fazendo-a lidar com a situação com dignidade. Em 1824, Penelope tem 28 anos e é considerada por sua mãe, Portia, uma solteirona. Colin retorna de suas viagens sem um propósito claro na vida e Penelope o incentiva a escrever sobre suas aventuras. Durante interações casuais, eles começam a se aproximar e gostar um do outro. Colin descobre que Penelope é a autora secreta das fofocas da sociedade, Lady Whistledown. Após revelações, beijos e desentendimentos, ele a pede em casamento. No final, Colin expõe publicamente que Penelope é Lady Whistledown, e eles ficam noivos, desmascarando Cressida Twombley, que se passava por Whistledown. No epílogo, Penelope e Colin recebem o recém-publicado diário de viagens dele, enquanto ela trabalha em um novo romance chamado The Wallflower.

#### To Sir Phillip, With Love
Eloise Bridgerton é uma jovem simpática e extrovertida, cuja forma preferida de comunicação sempre foram as cartas, nas quais sua personalidade se torna ainda mais cativante. Quando uma prima distante morre, ela decide escrever para o viúvo e oferecer as condolências. Ao ser surpreendido por um gesto tão amável vindo de uma desconhecida, Sir Phillip resolve retribuir a atenção e responder. Assim, os dois começam uma instigante troca de correspondências. Ele logo descobre que Eloise, além de uma solteirona que nunca encontrou o par perfeito, é uma confidente de rara inteligência. E ela fica sabendo que Sir Phillip é um cavalheiro honrado que quer encontrar uma esposa para ajudá-lo na criação de seus dois filhos órfãos. Após alguns meses, Phillip convida Eloise a ir para sua casa, o que ela aceita. Lá, os dois precisam descobrir se, mesmo com todas as suas imperfeições, foram feitos um para o outro. Eloise e Phillip formam um casal apaixonante apesar das diferenças de ambos, e ela vira a vida de todos do avesso, tirando Phillip da zona de conforto em que havia se metido, revelando os problemas que tão eficazmente havia ocultado de si mesmo.

#### When He Was Wicked
Francesca Bridgerton é casada com John Stirling, o Conde de Kilmartin, e vive um casamento feliz. No entanto, a vida dela muda drasticamente quando John morre repentinamente. Michael Stirling, primo e melhor amigo de John, sempre amou Francesca em segredo, mas nunca fez nada por respeito ao primo. Após a morte de John, Michael herda o título de conde, mas se afasta, lutando contra sua culpa e o desejo por Francesca. Enquanto Francesca lida com o luto e tenta seguir em frente, Michael retorna à Inglaterra depois de anos, ainda apaixonado por ela. A proximidade entre os dois cresce, mas ambos precisam enfrentar seus sentimentos de culpa e a complicada dinâmica de terem amado o mesmo homem de quem ambos estavam próximos. Ao longo da trama, Francesca e Michael acabam sucumbindo à atração mútua, e o romance deles se desenvolve gradualmente, movido pela paixão, pelo respeito e pela necessidade de ambos encontrarem felicidade depois do sofrimento.

#### It's In His Kiss
Toda a alta sociedade concorda que não existe ninguém parecido com Hyacinth Bridgerton. Cruelmente inteligente e inesperadamente franca, ela já está em sua quarta temporada na vida social da elite, mas não consegue se impressionar com nenhum pretendente. Ela é amiga próxima de Lady Danbury, uma dama idosa e sagaz, cuja neto é Gareth St. Clair. Gareth é charmoso, mas carrega o fardo de um relacionamento complicado com o pai, que o despreza e está arruinando o patrimônio da família. Quando Gareth descobre o diário de sua avó paterna escrito em italiano, ele pede ajuda a Hyacinth para traduzir, pois o diário pode conter segredos que o ajudem a resolver seus problemas. Hyacinth concorda em ajudar, e enquanto trabalham juntos na tradução do diário, eles descobrem uma conexão que vai além da simples amizade. O diário revela a existência de joias escondidas pela avó de Gareth, o que adiciona um elemento de mistério à trama. À medida que eles se aproximam, o relacionamento entre Hyacinth e Gareth evolui de forma gradual e cheia de diálogos divertidos, revelando uma forte química entre os dois.

#### On the Way to the Wedding
O romance gira em torno de Gregory Bridgerton, o último filho solteiro da família Bridgerton, que se apaixona por Hermione Watson em uma festa. No entanto, Hermione está interessada por alguém inadequado, o secretário do pai de sua amiga, Lucinda “Lucy” Abernathy. Lucy, decide ajudar Gregory a conquistar seu amor. Durante esse processo, Gregory e Lucy se tornam amigos e desenvolvem sentimentos um pelo outro, mas Lucy já está comprometida com um casamento arranjado com Lorde Haselby. O autor detalha a dificuldade de Gregory em determinar se seu amor por Lucy é real ou se é simplesmente uma paixão como ele sentia por Hermione. No dia do casamento, Gregory corre para impedir a união, confessando seu amor por Lucy, mas ela opta por se casar com Haselby devido a um segredo: sua família está sendo chantageada. Após o casamento, Lucy revela que ela e o seu tio sofrem as chantagens do pai de Haselby, com informações comprometedoras sobre o falecido pai de Lucy, que é acusado de ser traidor da Inglaterra. Gregory, então, busca uma forma de libertar Lucy de seu casamento indesejado, descobrindo que o tio dela é, na verdade, o traidor.

## Personagens

### Família Bridgerton
A família Bridgerton faz parte da nobreza britânica, sendo eles favorecidos pela alta sociedade, também são uma família muito respeitada, imensamente amorosa e muito unida.
| “ | Os Bridgertons são, de longe, a família mais fértil da alta sociedade. Essa qualidade da viscondessa e do falecido visconde é admirável, embora se possa dizer que suas escolhas de nomes para os filhos sejam bastante infelizes. Anthony, Benedict, Colin, Daphne, Eloise, Francesca, Gregory e Hyacinth. É claro que a organização é sempre algo benéfico, mas seria de esperar que pais inteligentes fossem capazes de manter os filhos na linha sem precisar escolher seus nomes em ordem alfabética — Crônicas da Sociedade de Lady Whistledown, The Duke and I. | ” |

#### Genealogia
|                                        |                                        |                                        |                                        |                                        |                                        |  |  |                               |                               |                               |                               |                               |                               |  |  |                            |                            |                            |                            |                            |                            | Edmund, Visconde Bridgerton † (1764–1803) | Edmund, Visconde Bridgerton † (1764–1803) | Edmund, Visconde Bridgerton † (1764–1803) | Edmund, Visconde Bridgerton † (1764–1803) | Edmund, Visconde Bridgerton † (1764–1803) | Edmund, Visconde Bridgerton † (1764–1803) |                             |                             |  |  |                             |                             | Violet (née Ledger), Viscondessa Bridgerton (n. 1766) | Violet (née Ledger), Viscondessa Bridgerton (n. 1766) | Violet (née Ledger), Viscondessa Bridgerton (n. 1766) | Violet (née Ledger), Viscondessa Bridgerton (n. 1766) | Violet (née Ledger), Viscondessa Bridgerton (n. 1766) | Violet (née Ledger), Viscondessa Bridgerton (n. 1766) |                                |                                |                                |                                |                                |                                |  |  |                              |                              |                              |                              |                              |                              |  |  |                               |                               |                               |                               |                               |                               |  |  |  |  |
|                                        |                                        |                                        |                                        |                                        |                                        |  |  |                               |                               |                               |                               |                               |                               |  |  |                            |                            |                            |                            |                            |                            | Edmund, Visconde Bridgerton † (1764–1803) | Edmund, Visconde Bridgerton † (1764–1803) | Edmund, Visconde Bridgerton † (1764–1803) | Edmund, Visconde Bridgerton † (1764–1803) | Edmund, Visconde Bridgerton † (1764–1803) | Edmund, Visconde Bridgerton † (1764–1803) |                             |                             |  |  |                             |                             | Violet (née Ledger), Viscondessa Bridgerton (n. 1766) | Violet (née Ledger), Viscondessa Bridgerton (n. 1766) | Violet (née Ledger), Viscondessa Bridgerton (n. 1766) | Violet (née Ledger), Viscondessa Bridgerton (n. 1766) | Violet (née Ledger), Viscondessa Bridgerton (n. 1766) | Violet (née Ledger), Viscondessa Bridgerton (n. 1766) |                                |                                |                                |                                |                                |                                |  |  |                              |                              |                              |                              |                              |                              |  |  |                               |                               |                               |                               |                               |                               |  |  |  |  |
|                                        |                                        |                                        |                                        |                                        |                                        |  |  |                               |                               |                               |                               |                               |                               |  |  |                            |                            |                            |                            |                            |                            |                                           |                                           |                                           |                                           |                                           |                                           |                             |                             |  |  |                             |                             |                                                       |                                                       |                                                       |                                                       |                                                       |                                                       |                                |                                |                                |                                |                                |                                |  |  |                              |                              |                              |                              |                              |                              |  |  |                               |                               |                               |                               |                               |                               |  |  |  |  |
|                                        |                                        |                                        |                                        |                                        |                                        |  |  |                               |                               |                               |                               |                               |                               |  |  |                            |                            |                            |                            |                            |                            |                                           |                                           |                                           |                                           |                                           |                                           |                             |                             |  |  |                             |                             |                                                       |                                                       |                                                       |                                                       |                                                       |                                                       |                                |                                |                                |                                |                                |                                |  |  |                              |                              |                              |                              |                              |                              |  |  |                               |                               |                               |                               |                               |                               |  |  |  |  |
| Anthony, Visconde Bridgerton (n. 1784) | Anthony, Visconde Bridgerton (n. 1784) | Anthony, Visconde Bridgerton (n. 1784) | Anthony, Visconde Bridgerton (n. 1784) | Anthony, Visconde Bridgerton (n. 1784) | Anthony, Visconde Bridgerton (n. 1784) |  |  | Benedict Bridgerton (n. 1786) | Benedict Bridgerton (n. 1786) | Benedict Bridgerton (n. 1786) | Benedict Bridgerton (n. 1786) | Benedict Bridgerton (n. 1786) | Benedict Bridgerton (n. 1786) |  |  | Colin Bridgerton (n. 1791) | Colin Bridgerton (n. 1791) | Colin Bridgerton (n. 1791) | Colin Bridgerton (n. 1791) | Colin Bridgerton (n. 1791) | Colin Bridgerton (n. 1791) |                                           |                                           | Daphne Bridgerton (n. 1792)               | Daphne Bridgerton (n. 1792)               | Daphne Bridgerton (n. 1792)               | Daphne Bridgerton (n. 1792)               | Daphne Bridgerton (n. 1792) | Daphne Bridgerton (n. 1792) |  |  | Eloise Bridgerton (n. 1796) | Eloise Bridgerton (n. 1796) | Eloise Bridgerton (n. 1796)                           | Eloise Bridgerton (n. 1796)                           | Eloise Bridgerton (n. 1796)                           | Eloise Bridgerton (n. 1796)                           |                                                       |                                                       | Francesca Bridgerton (n. 1797) | Francesca Bridgerton (n. 1797) | Francesca Bridgerton (n. 1797) | Francesca Bridgerton (n. 1797) | Francesca Bridgerton (n. 1797) | Francesca Bridgerton (n. 1797) |  |  | Gregory Bridgerton (n. 1801) | Gregory Bridgerton (n. 1801) | Gregory Bridgerton (n. 1801) | Gregory Bridgerton (n. 1801) | Gregory Bridgerton (n. 1801) | Gregory Bridgerton (n. 1801) |  |  | Hyacinth Bridgerton (n. 1803) | Hyacinth Bridgerton (n. 1803) | Hyacinth Bridgerton (n. 1803) | Hyacinth Bridgerton (n. 1803) | Hyacinth Bridgerton (n. 1803) | Hyacinth Bridgerton (n. 1803) |  |  |  |  |

#### Aparições
| Irmão Bridgerton | Ator em Bridgerton da Netflix | Série Bridgerton = Própria história = Aparição | Série Bridgerton = Própria história = Aparição | Série Bridgerton = Própria história = Aparição | Série Bridgerton = Própria história = Aparição | Série Bridgerton = Própria história = Aparição | Série Bridgerton = Própria história = Aparição | Série Bridgerton = Própria história = Aparição | Série Bridgerton = Própria história = Aparição |
| Irmão Bridgerton | Ator em Bridgerton da Netflix | The Duke and I                                 | The Viscount Who Loved Me                      | An Offer from a Gentleman                      | Romancing Mister Bridgerton                    | To Sir Phillip, With Love                      | When He Was Wicked                             | It's In His Kiss                               | On the Way to the Wedding                      |
| Anthony          | Jonathan Bailey               |                                                |                                                |                                                |                                                |                                                |                                                |                                                |                                                |
| Benedict         | Luke Thompson                 |                                                |                                                |                                                |                                                |                                                |                                                |                                                |                                                |
| Colin            | Luke Newton                   |                                                |                                                |                                                |                                                |                                                |                                                |                                                |                                                |
| Daphne           | Phoebe Dynevor                |                                                |                                                |                                                |                                                |                                                |                                                |                                                |                                                |
| Eloisa           | Claudia Jessie                |                                                |                                                |                                                |                                                |                                                |                                                |                                                |                                                |
| Francesca        | Ruby Stokes / Hannah Dodd     |                                                |                                                |                                                |                                                |                                                |                                                |                                                |                                                |
| Gregory          | Will Tilston                  |                                                |                                                |                                                |                                                |                                                |                                                |                                                |                                                |
| Hyacinth         | Florence Hunt                 |                                                |                                                |                                                |                                                |                                                |                                                |                                                |                                                |

## Publicações
| Romance                     | Lançamento (pela Avon Publisher) | Romance em Português            | Romance em Português          | Romance em Português            | Romance em Português               |
| Romance                     | Lançamento (pela Avon Publisher) | Portugal                        | Portugal                      | Brasil                          | Brasil                             |
| Romance                     | Lançamento (pela Avon Publisher) | Título                          | Lançamento (pela Edições Asa) | Título                          | Lançamento (pela Editora Arqueiro) |
| --------------------------- | -------------------------------- | ------------------------------- | ----------------------------- | ------------------------------- | ---------------------------------- |
| The Duke and I              | 5 de janeiro de 2000             | Crónicas de Paixões e Caprichos | 1 de março de 2012            | O Duque e Eu                    | 15 de abril de 2013                |
| The Viscount Who Loved Me   | 5 de dezembro de 2000            | Peripécias do Coração           | 1 de setembro de 2012         | O Visconde Que Me Amava         | 14 de agosto de 2013               |
| An Offer from a Gentleman   | 3 de julho de 2001               | Amor e Enganos                  | Abril de 2013                 | Um Perfeito Cavaleiro           | 21 de janeiro de 2014              |
| Romancing Mister Bridgerton | 1 de julho de 2002               | A Grande Revelação              | Fevereiro de 2014             | Os Segredos de Colin Bridgerton | 5 de agosto de de 2014             |
| To Sir Phillip, With Love   | 1 de julho de 2003               | Para Sir Phillip, Com Amor      | 1 de julho de 2014            | Para Sir Phillip, Com Amor      | 2 de fevereiro de 2015             |
| When He Was Wicked          | 29 de junho de 2004              | A Bela e o Vilão                | Fevereiro de 2015             | O Conde Enfeitiçado             | 28 de julho de 2015                |
| It's In His Kiss            | 28 de junho de 2005              | Aquele Beijo                    | 27 de agosto de 2015          | Um Beijo Inesquecível           | 21 dezembro 2015                   |
| On the Way to the Wedding   | 27 de junho de 2006              | A Caminho do Altar              | 6 de janeiro de 2016          | A Caminho do Altar              | 19 de maio de 2016                 |

## Recepção

### Resposta crítica
A revista People classificou The Viscount Who Loved Me, um eterno favorito dos fãs, como o melhor livro da série Bridgerton por seu "trope literário" de inimigos para amantes "cheio de brincadeiras e química" com desenvolvimento de personagem para o casal central, "tanto como um par e como pessoas individuais." 
Já o livro O duque e eu foi criticado pela inclusão de sexo não consensual entre Simon e Daphne, o que equivaleria a um estupro conjugal.  Os críticos apontaram que a história falhou em reconhecer as dificuldades dos homens vítimas de estupro, especialmente porque Simon ficou traumatizado após o evento. 
A caminho do altar ganhou o prêmio americano Escritores de Romance (RITA Award) em 2007. Em 2002, Para Sir Phillip, com amor foi eleito um dos seis melhores romances originais do ano para o mercado de massa pela Publishers Weekly.

### Vendas
Os livros foram bem recebidos quando publicados pela primeira vez, e tiveram um aumento nas vendas quando a série Bridgerton da Netflix estreou sua primeira temporada em dezembro de 2020 e, novamente, com a estréia de sua segunda temporada em março de 2022. Vários títulos da série estiveram na lista dos mais vendidos do The New York Times, inclusive várias semanas em primeiro lugar com The Duke and I e The Viscount Who Loved Me. 

## Outros livros derivados

### E viveram felizes para sempre
E viveram felizes para sempre foi publicado em 2013 e é considerado o nono livro da série. Consiste em um "segundo epílogo" para cada um dos 8 livros principais da série Bridgerton, juntamente com um conto sobre a própria Violet Bridgerton.

### Série Rokesby
A série de livros Rokesby, também conhecido como A origem dos Bridgertons, foca na família Rokesby e se passa antes da série Bridgerton, apresentando versões mais jovens de alguns dos mesmos personagens.
1. Uma dama fora dos padrões
2. Um marido de faz de conta
3. Um cavalheiro a bordo
4. Uma noiva rebelde

### Colaborações
Os livros Nada escapa a lady Whistledown e Lady Whistledown contra ataca são dois romances antológicos de Julia Quinn em colaboração com outros três autores, apresentando a personagem Lady Whistledown que fez sua primeira aparição na série Bridgerton.
A rainha Charlotte (Queen Charlotte) é um romance co-escrito por Julia Quinn e Shonda Rhimes, ambientado no universo Bridgerton, atualmente com série disponível na Netflix.

## Adaptações
Os livros foram adaptados por Shondaland, para Netflix, para uma série de televisão com o mesmo nome (Bridgerton) que estreou na plataforma em 2020. Seguindo o formato dos romances, cada temporada traz a história de um irmão Bridgerton diferente e sua busca pelo casamento. 